# Biyina Klappenbach
María Delfina “Biyina” Klappenbach Caprile (Buenos Aires, 31 de agosto de 1904-Buenos Aires, 21 de abril de 1994) fue una artista multidisciplinaria, escenógrafa, vestuarista y coreógrafa argentina considerada como la pionera de la performance y figura destacada de la vanguardia en la danza cuyo trabajo permaneció prácticamente desdibujado a pesar de haber estado expuesta mediáticamente. Su aporte a la cultura fue recuperado en 2019, por un trabajo de recopilación de archivo de la mano de investigadores.

## Biografía
Hija de Delfina Caprile Mitre y Fernando José Gregorio Klappenbach Bookey. Hermana de Guillermo Klappenbach Caprile. Bisnieta del general Bartolomé Mitre. Se formó en París con el pintor cubista francés, André Lothe y en técnicas corporales con Marie Kummer y en la Drawing Royal Society de Londres. Estudió pintura en Buenos Aires. A su regreso de Europa, se desempeñó como escenógrafa, vestuarista y bailarina.
En 1934 se trabajó como actriz, escenógrafa y vestuarista de las obras Ritmos y colores: Le village maudit, Les femmes à la mode y La foire folie del Teatro Lírico Argentino y un acto unipersonal en 1936 en el cual se encargó de la realización integral, incluso de la música. En 1939 dirigió un ballet en el histórico Hotel Alvear en el marco de un espectáculo benéfico donde debutó la joven coleccionista y mecenas, Amalia Lacroze Reyes de Fortabat. Trabajó junto al reconocido fotógrafo argentino-ruso Anatole Saderman, quien fotografió sus danzas y acciones performáticas gran cantidad de veces, con su coautoría creativa a fines de los años 30.
Se presume que escribió crónicas y reseñas culturales en el diario argentino La Nación y fue presentadora en 1959 del primer programa de modas de la televisión argentina, Moda en TV. También trabajó con el escritor y guionista argentino, Ulises Petit de Murat y junto a Marcelo Lavalle, con quienes llevó a la escena teatral una adaptación de Hamlet.
Falleció a los 89 años de edad. Luego de quedar en el olvido, se descubre en 2019 en la casa de un coleccionista, un archivo fotográfico donde figura la artista compuesto por 22 imágenes y 62 contactos. En las fotografías aparece Biyina en poses novedosas para la época, con fondo monocromático, danzando con cofias y túnicas probablemente elaborados por ella misma. Esto despierta el interés de investigadores e historiadores en profundizar sobre su vida.  Así se fue develando su trabajo como escenógrafa, pintora, coreógrafa y bailarina.
Las fotografías inéditas de Saderman fueron expuestas posteriormente en la galería de arte contemporáneo Nora Fisch, en la exposición titulada Avance rápido, luego del trabajo de recuperación del fotógrafo Alfredo Srur y la historiadora Paula Bertúa.

## Escenografía, vestuario y figurines[9]
- Babilonia. Dirección: Juan José Bertonasco. Autoría: Armando Discépolo. (1968)[10]
- Deolinda Correa. Dirección: Marcelo Lavalle. Autoría: Nemer Barud. (1967)[11]
- Estampas de la tierra purpúrea. Dirección: Marcelo Lavalle. Autoría: Ulyses Petit De Murat. Compañía: Instituto De Arte Moderno. (1966)[12]
- La conspiración de los juguetes. Dirección: Marcelo Lavalle. Autoría: Félix Manuel Pelayo (1965).[13]
- Un capricho. Dirección: Esteban Serrador. Autoría: Alfred de Musset. (1963)[14]
- Fuego en el rastrojo: Armando Discépolo. Autoría: Roberto J. Payró. (1962 y 1963)[15]
- El burlador de Sevilla y convidado de piedra. Dirección: Jorge Petraglia. Autoría: Tirso de Molina. (1961 y 1960)[16]
- Ritmos y colores: Le village maudit – Les femmes á la mode – La foire folie. (1934)[17]